# Deleina, Vidin
Deleina (în bulgară Делейна) este un sat în comuna Bregovo, regiunea Vidin, Bulgaria. Localitatea a fost locuită compact de românii din Timocul bulgăresc.

## Demografie
Componența etnică a satului Deleina
     Bulgari (99,26%)
     Nicio identificare (0,73%)
     Altele (0%)
La recensământul din 2011, populația satului Deleina era de 273 locuitori. Din punct de vedere etnic, majoritatea locuitorilor (99,26%) erau bulgari. Pentru 0,73% din locuitori nu este cunoscută apartenența etnică.